# 伊賀良一

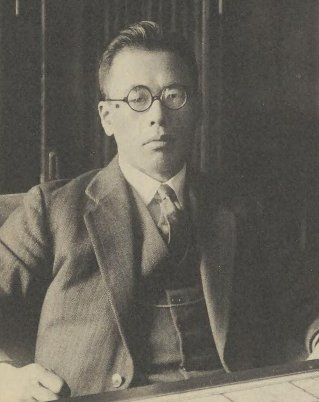
伊賀良一

伊賀 良一（いが りょういち、1891年（明治24年）6月9日 - 1967年（昭和42年）7月16日）は、日本の内務官僚。

## 経歴
岡山県西北条郡西苫田村大字総社（苫田郡西苫田村を経て現津山市総社）出身。1913年（大正2年）、日本大学法科を卒業し、さらに東京外国語学校英語科に学んだ。同年、高等文官試験に合格。鉄道院書記を経て、茨城県警察部長、宮城県警察部長、秋田県内務部長、埼玉県内務部長を歴任した。
退官後、1932年（昭和7年）から1934年（昭和10年）まで京都市助役を務めた。
1949年（昭和24年）歌舞伎座の建物としては、第4期（1950年12月竣工、1951年1月開場）、株式会社歌舞伎座設立時、事務長に就任。